# Gasteria pillansii var. hallii
Gasteria pillansii var. hallii és una varietat de Gasteria pillansii i està dins del gènere Gasteria de la subfamília de les asfodelòidies (Asphodeloideae).

## Descripció
Gasteria pillansii var. hallii és una de les formes més petites de Gasteria. Les seves fulles són dístiques de color verd amb puntets de color verd clar. Té una sola tija on li surt una inflorescència en forma de raïm amb poques flors de fins a 6 flors; on tenen menys forma d'estómac que molts altres membres del gènere. Té un esvelt periant de color rosa apagat, prim i corbat, que es torna gairebé blanc prop de l'àpex amb línies verd fosc que recorren els tèpals exteriors cap a l'exterior de puntes corbes, que s'enfosqueix a mesura que avancen.

## Distribució i hàbitat
Gasteria pillansii var. hallii creix a la província sud-africana del Cap Septentrional, en una petita àrea restringida de 90 km² en dos llocs (Port Nolloth i terra endins del Richtersveld.
En el seu hàbitat creix en matollars suculents entre vetes de quars.

## Amenaces
La principal amenaça per a aquesta varietat és per la recollida il·legal per al comerç especialitzat en horticultura suculenta, i això comporta un decreixement poblacional.

## Taxonomia
Gasteria pillansii var. hallii va ser descrita per van Jaarsv. i va ser publicat a Aloe 44: 94, a l'any 2007.
Etimologia
Gasteria : epítet derivat de la paraula del llatina "gaster" que significa "estómac", per la forma de les seves flors en forma d'estómac.
pillansii: epítet en honor del botànic i curador ajudant de l'herbari Bolus que va col·leccionar plantes prop de Clanwilliam, el Sr. Neville Stuart Pillans (1884-1964).
var. hallii: en honor de Harry Hall (1906-1986), jardiner anglès i col·leccionista de plantes suculentes que va treballar al Kew Gardens 1930-1933, conservador de la Darrah Cactus Collection a Manchester 1933-1947 i horticultor al famós jardí botànic de Kirstenbosch a Ciutat del Cap 1947-1968.